# Alexej Malakhau
Alexej „Losch“ Malakhau (* 1982) ist ein belarussischer Jazzmusiker (Saxophon, Komposition), der von Köln aus tätig ist.

## Leben und Wirken
Malakhau wuchs in Minsk in einer Künstlerfamilie auf. Seine Mutter, eine klassische Pianistin, brachte ihm im Alter von fünf Jahren das Klavierspielen bei. Im Alter von zwölf Jahren begann er sich für das Saxophon zu begeistern; zwischen 1997 und 2002 erhielt er Unterricht auf diesem Instrument. Von 2003 bis 2010 studierte er im Jazzstudiengang der Hochschule für Musik und Tanz Köln bei Wolfgang Engstfeld.
Malakhau gehörte zum Jugendjazzorchester Minsk und dem Nationalorchester der Republik Belarus, bevor er in das Bujazzo unter Leitung von Peter Herbolzheimer aufgenommen wurde. Er arbeitete mit Andy Narell, Linley Marthe, Hiram Bullock, Kenny Wheeler, Triosence, Alex Sipiagin, Matthias Schriefl, Roland Höppner, Olivia Trummer, Martin Sasse, Jens Düppe, sowie mit BAP und Brings. Weiterhin nahm er an mehreren Jazzfestivals teil, wie z. B. Minsk Jazz, Leverkusener Jazztage, Jazz-Rally, Ingolstädter Jazztage und Generations Frauenfeld. Gemeinsam mit den Pianisten Rainer Böhm bzw. Kristjan Randalu, dem Gitarristen Vitaliy Zolotov, dem Bassisten Joscha Oetz und dem Schlagzeuger Bodek Janke nahm er sein Debütalbum Leiblich mit eigenen Kompositionen auf, das 2020 bei Double Moon Records erschien. Er ist auch auf Alben von Bodek Janke,  The Sazerac Swingers und East Drive zu hören.